# Gheorghe Ucenescu
Gheorghe Ucenescu (n. 1830, Cisnădie, comitatul Sibiu – d. 25 ianuarie 1896, Brașov) a fost un cântăreț și dascăl român, profesor de muzică la primul gimnaziu românesc din Brașov. Este presupusul autor al melodiei imnului Deșteaptă-te, române!. În 1848, la cererea lui Andrei Mureșianu, Ucenescu i-a intonat mai multe melodii populare pentru niște versuri de-ale sale (poezia „Un răsunet”).

## Biografie
S-a născut la Sibiu dar s-a mutat de timpuriu la Brașov. A învățat „Psaltichia” la București, cu Anton Pann. A scris cântece laice și bisericești, a adunat și publicat material folcloric. Printre lucrările lui Ucenescu se numără: „Cântece de stea și colind” (1856), „Magazin de centuri noi și vechi” (1883). A fost dascăl la Biserica Sfântul Nicolae din Brașov până la sfârșitul vieții.